# Холомондас
Холомо́ндас (Коломонта, греч. Χολομώντας ή Υψίζωνος) — низкий горный хребет в Греции, в центре полуострова Халкидики, к юго-востоку от Салоник. Простирается от гор Хортиатис до залива Орфанос (Стримоникос). Высота 1164 метра над уровнем моря. Является частью Сербско-Македонского массива. Состоит из кристаллического сланца с гнейсом и вставками кремния из кристаллического известняка. Климат средиземноморский субтропический, с мягкой влажной зимой и жарким сухим летом. Реки и озёра отсутствуют. Здесь находится лес факультета лесного хозяйства и окружающей природной среды Университета Аристотеля в Салониках. Покрыт пихтовым (в том числе пихта македонская) и смешанным дубовым и буковым лесом и маквисом, реже встречается каштан. Из лиственных пород встречаются граб восточный, хмелеграб обыкновенный, липа пушистая, клён полевой, клён белый, сумах дубильный и другие. Популярная область для отдыха. Для использования как рождественская ёлка выращиваются ель обыкновенная, пихта и сосна. Входит в сеть охранных участков «Натура 2000».